# Naakte vleermuis
De naakte vleermuis (Cheiromeles torquatus) is een vleermuis uit het geslacht Cheiromeles die voorkomt op het Thaise eiland Terutau, het schiereiland Malakka, Sumatra, Borneo, Java en Palawan (Filipijnen). Net als zijn nauwste verwant, de halsbandvleermuis (C. parvidens) is het een grote, zeer fijnbehaarde vleermuis. Op Borneo slaapt het dier in grotten of boomholtes en foerageert het zowel boven vegetatie als boven water.